# العلاقات الأندورية الكورية الشمالية
العلاقات الأندورية الكورية الشمالية هي العلاقات الثنائية التي تجمع بين أندورا وكوريا الشمالية.

## مقارنة بين البلدين
هذه مقارنة عامة ومرجعية للدولتين:
| وجه المقارنة                                              | أندورا                                                     | كوريا الشمالية                        |
| --------------------------------------------------------- | ---------------------------------------------------------- | ------------------------------------- |
| المساحة (كم2)                                             | 468                                                        | 120.54 ألف                            |
| عدد السكان (نسمة)                                         | 76.18 ألف                                                  | 25.49 مليون                           |
| الكثافة السكانية (ن./كم²)                                 | 16.28 ألف                                                  | 211.47                                |
| العاصمة                                                   | أندورا لا فيلا                                             | بيونغيانغ                             |
| اللغة الرسمية                                             | اللغة الكتالونية                                           | لغة كوريا الشمالية القياسية ‏          |
| العملة                                                    | يورو                                                       | وون كوري شمالي                        |
| الناتج المحلي الإجمالي (بليون دولار)                      | 3.01 مليار                                                 |                                       |
| الناتج المحلي الإجمالي (تعادل القوة الشرائية) بليون دولار |                                                            |                                       |
| الناتج المحلي الإجمالي الاسمي للفرد دولار أمريكي          |                                                            |                                       |
| الناتج المحلي الإجمالي للفرد دولار أمريكي                 |                                                            |                                       |
| مؤشر التنمية البشرية                                      | 0.858                                                      |                                       |
| رمز المكالمات الدولي                                      | +376                                                       | +850                                  |
| رمز الإنترنت                                              | .ad                                                        | .kp                                   |
| المنطقة الزمنية                                           | ت ع م+01:00، توقيت وسط أوروبا، ت ع م+02:00، أوروبا/أندورا ‏ | ت ع م+08:30، ت ع م+08:30، ت ع م+09:00 |

## منظمات دولية مشتركة
يشترك البلدان في عضوية مجموعة من المنظمات الدولية، منها:
| علم المنظمة | اسم المنظمة              | تاريخ انضمام أندورا | تاريخ انضمام كوريا الشمالية |
| ----------- | ------------------------ | ------------------- | --------------------------- |
|             | الاتحاد الدولي للاتصالات | 12 نوفمبر 1993      | ?                           |
|             | يونسكو                   | 20 أكتوبر 1993      | 18 أكتوبر 1974              |
|             | الأمم المتحدة            | 28 يوليو 1993       | 17 سبتمبر 1991              |

## وصلات خارجية
- موقع وزارة الخارجية الأندورية
- موقع وزارة الخارجية الكورية الشمالية